# Gijzegem
Gijzegem belga település a flandriai Kelet-Flandria tartományban, Aalst körzetben található, közigazgatásilag Aalst városának része.
A településnek 1977-ig önálló önkormányzata volt, amikor összeolvasztották Aalst-al és a környező településekkel. Lakossága ekkor 2608 fő volt, teljes területe 4,66 km².
A település 1845. február 26-án kapta meg címerét, amely lényegében megegyezik Jean-Xavier Goos címerével. A Goos család 1733-ban szerezte meg a falut és egészen 1789-ig a tulajdonukban maradt, ők voltak Gijzegem utolsó urai.

## Látnivalók
Legjelentősebb látványossága az 1772-ben klasszicista stílusban épült Sint-Martinuskerk (Szent Márton-templom).